# Бакчалия
Бакчалия (рум. Baccealia) — село в Каушанском районе Молдавии. Является административным центром коммуны Бакчалия, включающей также сёла Триколичь, Флорика и Плоп.

## География
Село расположено на высоте 95 метров над уровнем моря.

## Население
По данным переписи населения 2004 года, в селе Бакчалия проживает 1712 человек (853 мужчины, 859 женщин).
Этнический состав села:
| Национальность | Число жителей | Процентный состав |
| -------------- | ------------- | ----------------- |
| молдаване      | 1656          | 96,73             |
| украинцы       | 19            | 1,11              |
| румыны         | 18            | 1,05              |
| русские        | 12            | 0,7               |
| болгары        | 6             | 0,35              |
| гагаузы        | 1             | 0,06              |
| Всего          | 1712          | 100 %             |